# Millettia angustistipellata
Millettia angustistipellata är en ärtväxtart som beskrevs av De Wild. Millettia angustistipellata ingår i släktet Millettia och familjen ärtväxter. Inga underarter finns listade i Catalogue of Life.